# Louis Jean Heydt
Louis Jean Heydt (Montclair, 17 aprile 1903 – Boston, 29 gennaio 1960) è stato un attore statunitense.

## Filmografia parziale

### Cinema
- Cupo tramonto (Make Way for Tomorrow), regia di Leo McCarey (1937)
- Via col vento (Gone with the Wind), regia di Victor Fleming (1939)
- Morire all'alba (Each Dawn I Die), regia di William Keighley (1939)
- Il grande McGinty (The Great McGinty), regia di Preston Sturges (1940)
- Abramo Lincoln (Abe Lincoln in Illinois), regia di John Cromwell (1940)
- Uragano all'alba (Commandos Strike at Dawn), regia di John Farrow (1942)
- Missione segreta (Thirty Seconds Over Tokyo), regia di Mervyn LeRoy (1944)
- Il grande sonno (The Big Sleep), regia di Howard Hawks (1946)
- I sacrificati (They Were Expendable), regia di John Ford (1945)
- Roadblock, regia di Harold Daniels (1951)
- Lungo il fiume rosso (Raiders of Old California), regia di Albert C. Gannaway (1957)

### Televisione
- TV Reader's Digest – serie TV, 5 episodi (1955-1956)
- Scienza e fantasia (Science Fiction Theatre) – serie TV, episodio 1x04 (1955)
- Celebrity Playhouse – serie TV, episodio 1x10 (1955)
- Frida (My Friend Flicka) – serie TV, episodio 1x10 (1955)
- The Kaiser Aluminum Hour – serie TV, episodio 1x11 (1956)
- Crossroads – serie TV, episodio 1x33 (1956)
- Men of Annapolis – serie TV, episodio 1x23 (1957)
- Wire Service – serie TV, episodio 1x31 (1957)
- Sugarfoot – serie TV, episodio 1x01 (1957)
- Tightrope – serie TV, episodio 1x11 (1959)
- Men Into Space – serie TV, episodio 1x09 (1959)
- The Best of the Post – serie TV, episodio 1x01 (1960)

## Doppiatori italiani
- Aleardo Ward in Morire all'alba
- Giancarlo Maestri in Il grande sonno (ridoppiaggio)